# الآشوريون والسريان والكلدان في كندا
الآشوريون والسريان والكلدان الكنديون هم المواطنون الكنديون الذين ينتمون للعرقية الآشورية أو الآشوريين المنحدرين من دول الموطن الآشوري ويحملون الجنسية الكندية. وفقًا لتعداد 2011، كان هناك 10810 كنديًا من أصل آشوري، مقارنةً بـ 8650 في تعداد عام 2006.
هاجر الآشوريون إلى كندا بشكل رئيسي من مواطنهم الأصلية في شمال العراق وجنوب شرق تركيا وشمال شرق سوريا وشمال غرب إيران، وهم يتبعون المسيحية السريانية ويتحدثون اللهجات الآرامية الشرقية. وبالإضافة لذلك فقد هاجر العديد من الآشوريين إلى كندا من الأردن وجورجيا وأرمينيا.

## التاريخ
شهدت مدينة باتل فورد الكندية هجرة كبيرة من الآشوريين عام 1903.
نظّم القس إسحاق آدمز دفعتين من المهاجرين الآشوريين من أرومية، واحدة في 1903 والثانية في 1906. على عكس العديد من مجموعات المهاجرين الأخرى في ذلك الوقت، كان المهاجرون الآشوريون يتألفون من عائلات وليس من رجال فقط.
إن بعض الآشوريين الذين قدموا من بلاد فارس، قد تعلموا اللغة الإنجليزية في مدارس مسيحية بروتستانتية تتبع للطائفة المشيخية، وعندما انتقوا إلى كندا، انضمّ غالبية الآشوريين في باتل فورد إلي المذهب المشيخي ولعبوا دورًا هامًا في حياة الكنيسة.

لعب الآشوريون دورًا كبيرًا في القرى التي استوطنوا فيها. فقد عملوا هم ومن ثمّ أولادهم في العديد من الأعمال التجارية الهامة وأثّروا بالحياة الثقافية والدينية في المنطقة. لقد كانوا أيضًا مساهمين كبار في المجتمع الزراعي.

## أسباب الهجرة
وصل معظم الآشوريين إلى كندا بسبب الاضطهاد العرقي والديني الذي تعرّضوا له في موطنهم الأصلي في شمال العراق وجنوب شرق تركيا وشمال شرق سوريا وشمال غرب إيران. يُمكن تقسيم الهجرة إلى كندا إلى عدد من الموجات المتلاحقة: الموجة الأولى من جنوب شرق الأناضول بسبب مذابح سيفو التي ارتكبتها الدولة العثمانية، وبعد ذلك الموجة الثانية والأكبر بسبب قيام الحرب العراقية الإيرانية التي نفّذَ نظام صدام حسين خلالها إبادة جماعيّة ضد عشرات آلاف الأكراد والآشوريين، وبعد ذلك موجات متفرّقة من الهجرة بعد قيام الثورة الإسلامية الإيرانية وصعود الإسلام السياسي عام 1979، وغزو العراق عام 2003، واندلاع الحرب الأهلية السورية في 2011.

## نشاط
في عام 2014 بعد هجمات داعش على سهل نينوى ذو الغالبية المسيحية الآشورية في شمال العراق، نظّم رامسين إسحاق في مدينة وندسور، مسيرة تدعو للاعتراف بمذابح سيفو. خرج أكثر من 100 من الحضور، معظمهم من الآشوريين المسيحيين، لحثّ الحكومة الكندية على دعم إنشاء كيان آشوري، من خلال الأمم المتحدة. تلقى التجمع دعمًا من الحزب الديمقراطي الجديد والكنيسة الأرثوذكسية المحليّة.

## التوزّع الديمغرافي
| المقاطعات والأقاليم | (2011) |
| ------------------- | ------ |
| أونتاريو            | 9420   |
| كولومبيا البريطانية | 445    |
| ألبرتا              | 380    |
| مانيتوبا            | 260    |
| ساسكاتشوان          | 175    |

| المقاطعات والأقاليم | (2016) |
| ------------------- | ------ |
| أونتاريو            | 12075  |
| كولومبيا البريطانية | 545    |
| ألبرتا              | 560    |
| مانيتوبا            | 40     |
| ساسكاتشوان          | 215    |